# 1905 год в науке
В 1905 году были различные научные и технологические события, некоторые из которых представлены ниже.

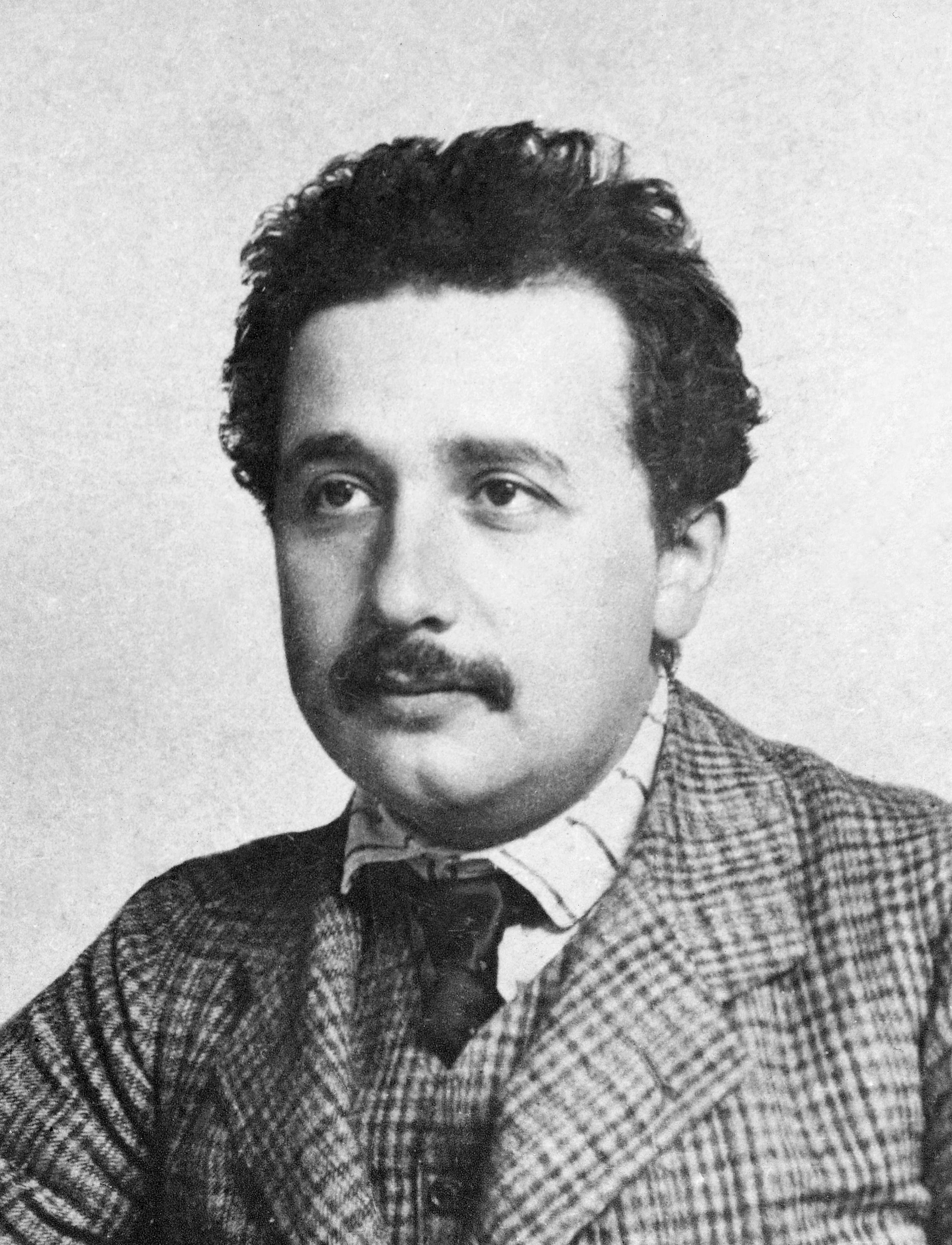
Альберт Эйнштейн

## События

### Астрономия
- Открылась Доминьонская обсерватория[1]
- Николай Умов открыл Эффект Умова.[2]

### Биология
- Уильям Бэтсон впервые употребил слово «генетика» в письме к Адаму Седжвику
- Нетти Стивенс и Эдмунд Бичер Уилсон независимо описали XY системы определения пола
- Стамен Григоров выделил бактерию Lactobacillus delbrueckii subsp. bulgaricus, ответственную за получение йогурта.

### Химия
- Карл фон Линде получил жидкие кислород и азот путём охлаждения воздуха.
- Начато промышленное производство удобрения нитрата калия.
- Французский химик Акспиль предложил новый метод получения металлического цезия из хлорида цезия восстановлением последнего кальцием при высокой температуре в вакууме. Этот метод до сих пор остаётся наиболее распространённым способом промышленного получения цезия.
- Российский химик Л. А. Чугаев открыл реактив на никель[3][4] — диметилглиоксим, называемый также реактивом Чугаева и используемый для качественного и количественного определения наличия ионов никеля в растворе.

### Математика
- Пьер Фату впервые описал множество Мандельброта
- Освальд Веблен доказал теорему Жордана
- Мартин Кутта описал популярный метод Рунге — Кутты 4-го порядка
- Иезуит Джеймс Куллен начал исследования чисел Куллена
- Эмануил Ласкер доказал теорему Ласкера — Нётер для частного случая полиномиального кольца

### Физика
- «Год чудес». Альберт Эйнштейн опубликовал 3 работы, в которых, в частности, сформулировал специальную теорию относительности, объяснил фотоэлектрический эффект, постулировав квантование энергии света, а также математически описал броуновское движение.

## Достижения человечества

### Открытия
- 2 января Чарльз Д. Перрайн открыл Элару — спутник Юпитера.
- Были открыты малые планеты, начиная с 554 Peraga и заканчивая 583 Клотильда (см. список астероидов (501—600)).
- Новая звезда V604 Aquilae появилась в созвездии Орла.
- Палеонтологическая экспедиция Джона К. Мэрриама в Неваде обнаружила останки 25 особей ихтиозавров.
- Генри Осборн описал тираннозавра.

### Изобретения
- Джон Амброз Флеминг изобрёл диод
- Pathé разукрасила цветами чёрно-белые фильмы
- Альфред Бучи изобрёл турбонаддув
- Поль де Вивье изобрёл переключатель передач для велосипеда
- Уолтер Гриффитс изобрёл пылесос

## Награды
- Нобелевская премия
  - Физика — Филипп Ленард «За исследовательские работы по катодным лучам».
  - Химия — Адольф фон Байер
  - Физиология и медицина —Роберт Кох
- Ломоносовская премия[5]:53-108
  - С. К. Булич за «Очерк истории языкознания в России»[6], Е. И. Соколов за описание рукописей, рукописных карт и планов, рисунков, статей и сообщений, хранившихся в Обществе истории и древностей российских (в общей сложности автором было рассмотрено 1113 документов)[7] и награждённые почётным отзывом: Н. Н. Дурново за диалектологическую работу посвящённую описанию говора одной деревни[8], А. И. Яцимирский за труд по истории памятников славянской письменности, хранящихся в библиотеках Румынии (в общей сложности автором было рассмотрено около 700 рукописей)[9].
- Медаль Копли: Дмитрий Иванович Менделеев
- Медаль Волластона в геологии: Джетро Тилл
- Медаль Левенгука
  - Мартинус Бейеринк (Нидерланды)

## Скончались
- 10 декабря — Иоганн Рабль-Рюкгард, немецкий медик.